# Birdy (альбом)
Birdy — дебютний студійний альбом британської співачки Birdy, представлений 4 листопада 2011 року на лейблах Atlantic Records. та 14th Floor Records.

## Про альбом
Платівка складається із кавер-версій пісень різних гуртів та однієї оригінальної композиції. 4 пісні із альбому були представлені як сингли:
- «Skinny Love»: перший сингл, представлений 30 січня 2011 року, кавер версія пісні гурту Bon Iver; композиція досягла № 17 у UK Singles Chart;
- «Shelter»: другий сингл, представлений 3 червня 2011 року, кавер версія пісні гурту The xx, № 50 у UK Singles Chart;
- «People Help the People»: третій сингл, представлений 28 жовтня 2011 року, кавер версія пісні гурту Cherry Ghost, № 33 у UK Singles Chart;
- «1901»: четвертий та останній сингл із альбому, представлений 9 березня 2012 року, кавер версія пісні гурту Phoenix.

## Список композицій
| #     | Назва                               | Тривалість |
| ----- | ----------------------------------- | ---------- |
| 1.    | «1901»                              | 5:11       |
| 2.    | «Skinny Love»                       | 3:23       |
| 3.    | «People Help the People»            | 4:16       |
| 4.    | «White Winter Hymnal»               | 2:17       |
| 5.    | «The District Sleeps Alone Tonight» | 4:44       |
| 6.    | «I'll Never Forget You»             | 3:47       |
| 7.    | «Young Blood»                       | 4:04       |
| 8.    | «Shelter»                           | 3:44       |
| 9.    | «Fire and Rain»                     | 3:07       |
| 10.   | «Without a Word»                    | 4:46       |
| 11.   | «Terrible Love»                     | 4:43       |
| 44:02 |                                     |            |

| Додаткові композиції Deluxe видання | Додаткові композиції Deluxe видання | Додаткові композиції Deluxe видання |
| #                                   | Назва                               | Тривалість                          |
| ----------------------------------- | ----------------------------------- | ----------------------------------- |
| 12.                                 | «Comforting Sounds»                 | 8:57                                |
| 13.                                 | «Farewell and Goodnight»            | 2:02                                |
| 14.                                 | «People Help the People»            | 4:17                                |
| 59:18                               |                                     |                                     |

| Додаткові композиції австралійського видання | Додаткові композиції австралійського видання | Додаткові композиції австралійського видання |
| #                                            | Назва                                        | Тривалість                                   |
| -------------------------------------------- | -------------------------------------------- | -------------------------------------------- |
| 12.                                          | «Just a Game»                                | 3:51                                         |
| 13.                                          | «What You Want»                              | 4:12                                         |
| 52:05                                        |                                              |                                              |

## Сертифікація
| Країна                     | Сертифікація  | Продажі |
| -------------------------- | ------------- | ------- |
| Австралія                  | Платиновий    | 70 000  |
| Австрія (IFPI)             | Золотий       | 10 000  |
| Бельгія (BEA)              | Платиновий    | 30 000  |
| Франція (SNEP)             | 3x Платиновий | 300 000 |
| Німеччина (BVMI)           | Платиновий    | 200 000 |
| Нова Зеландія (NVPI)       | Платиновий    | 7 500   |
| Польща (ZPAV)              | Золотий       | 10 000  |
| Швейцарія (IFPI Швейцарія) | Платиновий    | 10 000  |
| Велика Британія (BPI)      | Золотий       | 100 000 |